# Wasserpumpe Buntwolfstraße

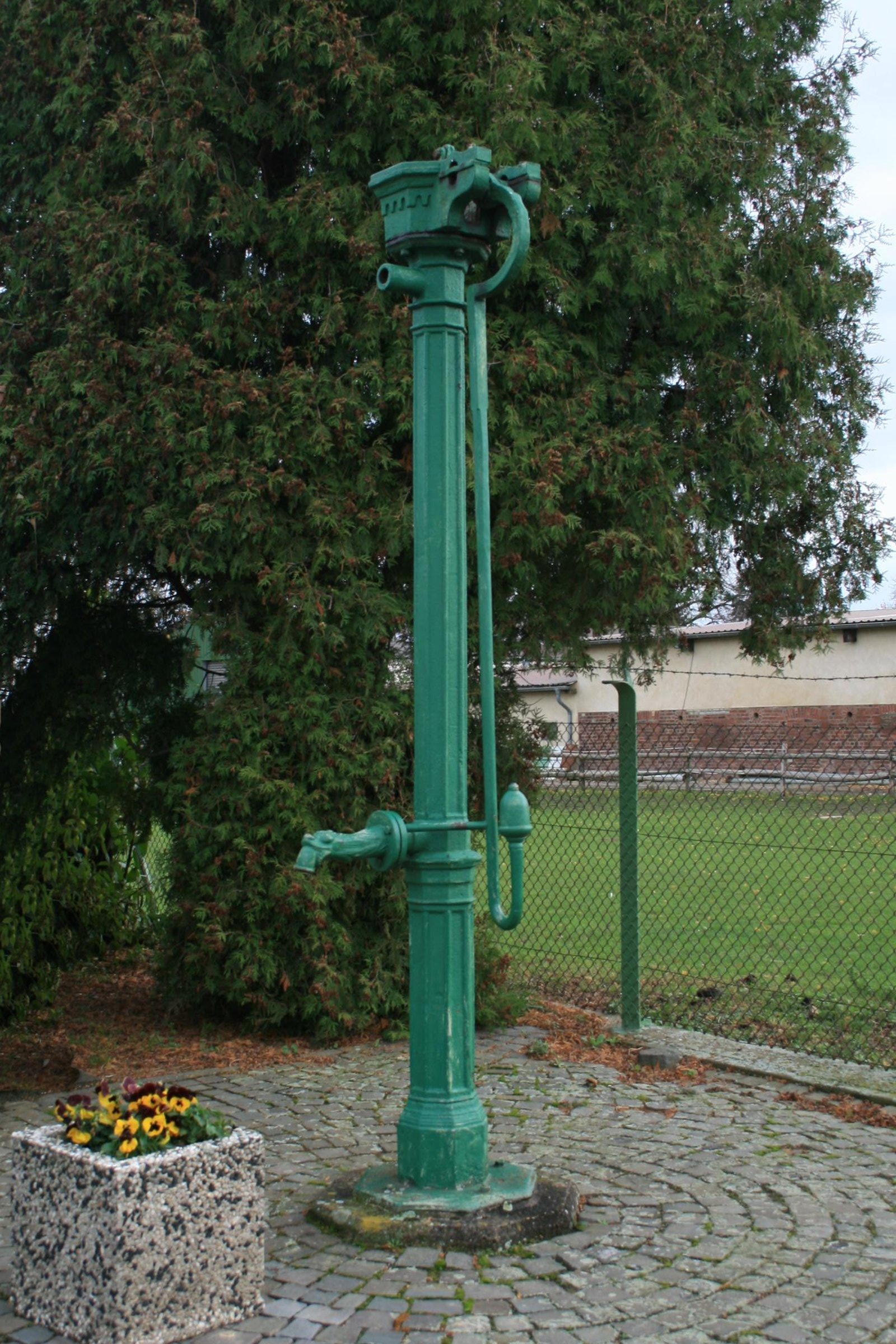
Die ehemalige Dorfwasserpumpe Buntwolfstraße

Das Wasserpumpe Buntwolfstraße steht in Eschweiler über Feld, einem Ortsteil der Gemeinde Nörvenich im Kreis Düren, Nordrhein-Westfalen an der Ecke Buntwolfstraße/Am Ringsheimer Hof.
Die gusseiserne Wasserpumpe, eine Hubkolbenpumpe, stammt aus dem 19. Jahrhundert. Die Ausgussröhre hat die Form eines Löwenkopfes mit kanneliertem Schaft.
Bis zur Verlegung des Wasserleitungsnetzes musste hier das Trinkwasser von den Einwohnern geholt werden. Heute funktioniert die Pumpe nicht mehr und dient nur noch als Erinnerungsstück an die vergangene Zeit.
Die Pumpe wurde am 11. März 1985 in die Denkmalliste der Gemeinde Nörvenich unter Nr. 13 eingetragen.

## Beleg
- Denkmalliste der Gemeinde Nörvenich (PDF-Datei; 105 kB)

Koordinaten: 50° 48′ 43,5″ N, 6° 34′ 53,5″ O